# Альпийский трофей

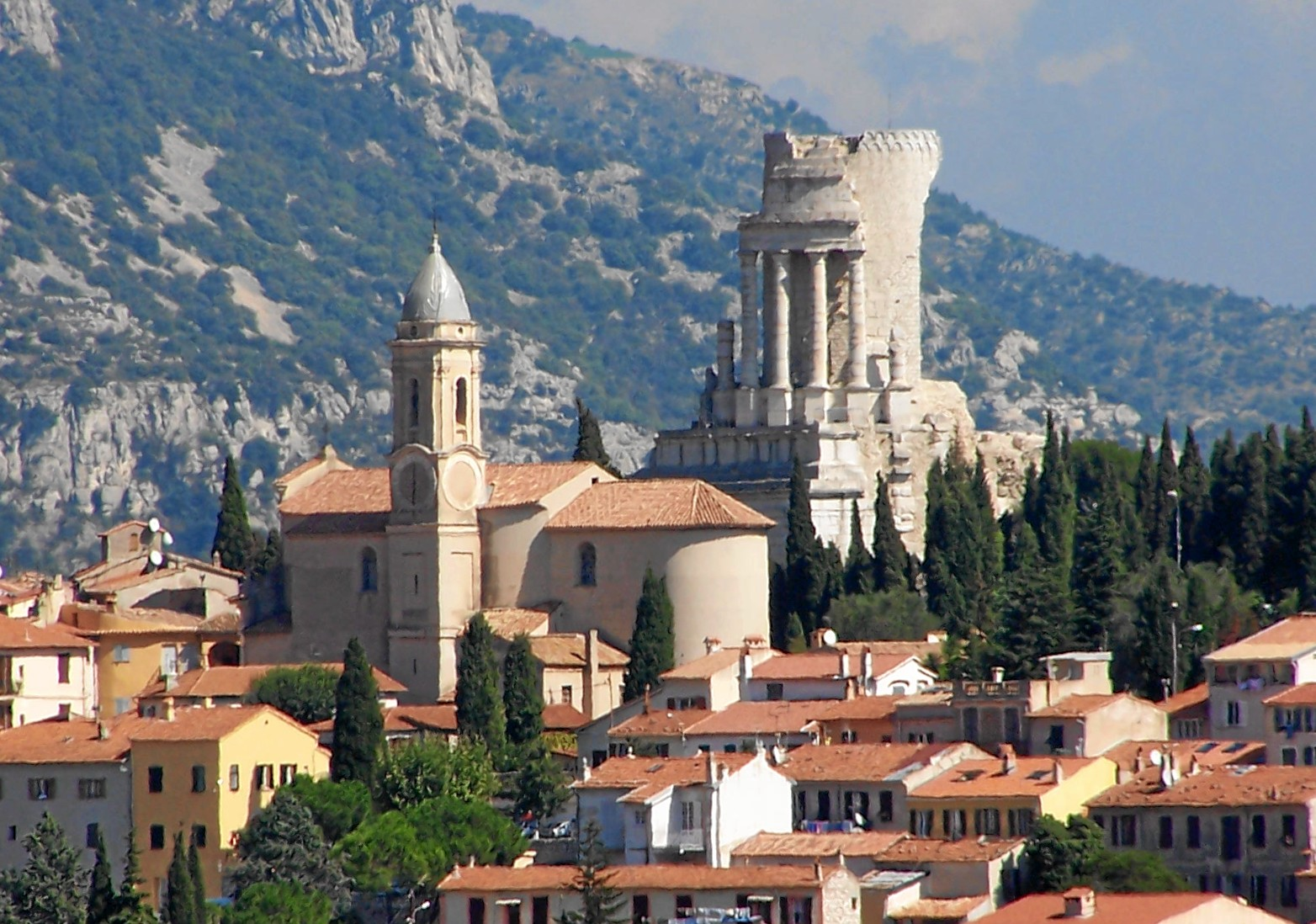
Полуразрушенный памятник и сегодня доминирует в панораме города Ла-Тюрби

Альпийский трофей или Трофей Августа (лат. Tropaeum Alpium, Tropaeum Augusti; фр. Trophée des Alpes) — монумент, воздвигнутый по распоряжению Сената в честь побед, одержанных императором Октавианом Августом над племенами, включавшими кельтов, лигуров и ретов, населявших территорию Приморских Альп и угрожавших торговле на римских дорогах. Посвятительная надпись позволяет датировать памятник 6 или 7 годом до н. э. Расположен в коммуне Ла-Тюрби, в 6 км от Монако.

## Первоначальный вид
Основание памятника насчитывало 35 м в длину, первая платформа — 12 м в высоту, а ротонда из 24 колонн, увенчанная статуей Августа, — 49 м. На западном фасаде трофея была высечена посвятительная надпись с перечислением 45 племён, покорённых Августом, в географическом порядке (от востока к западу). Трофей располагался на горной дороге Via Julia Augusta, также получившей название в честь императора, и обозначал границу между Италией и Нарбонской Галлией.

## Дальнейшая судьба

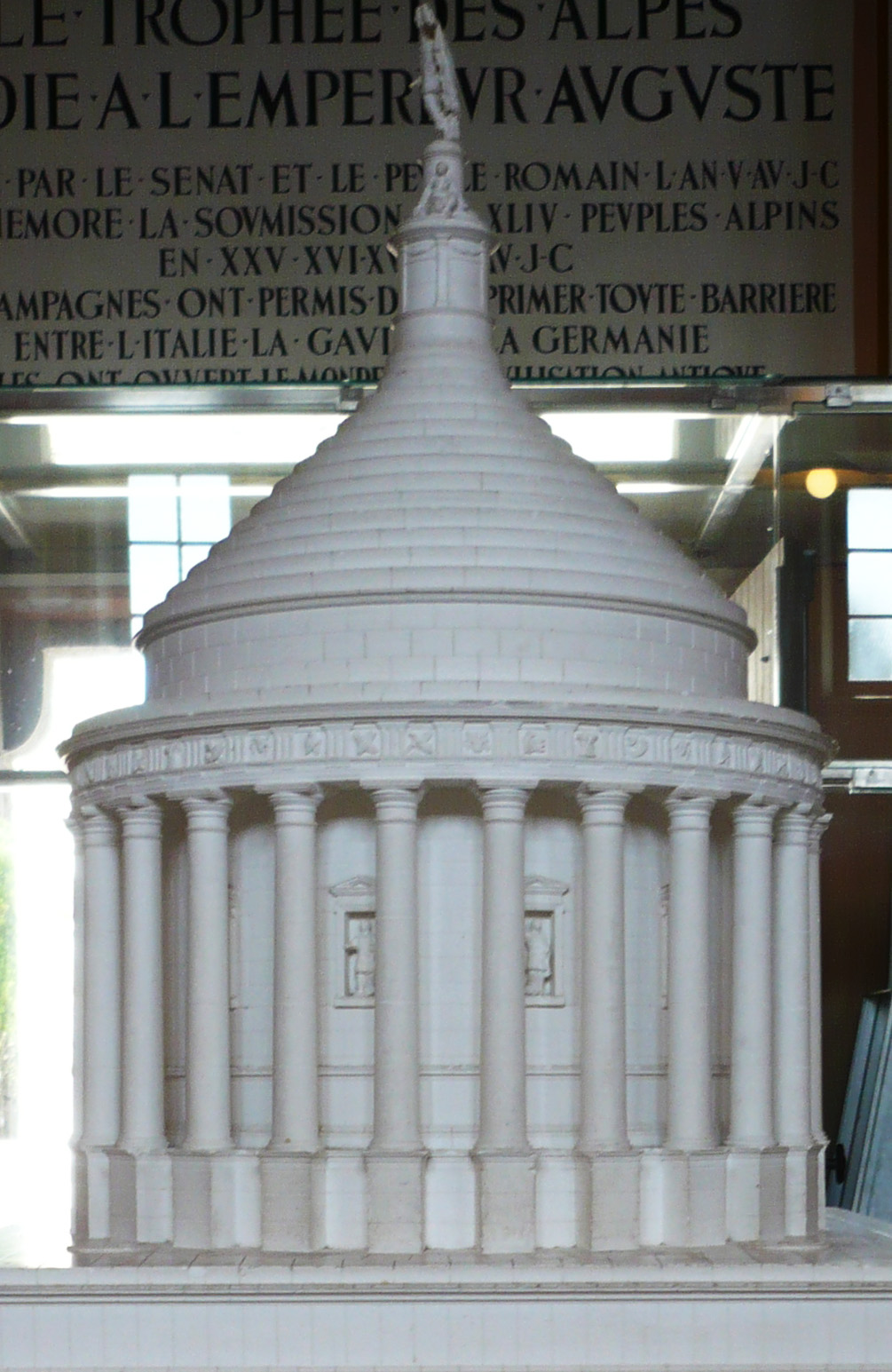
Реконструкция трофея

По первоначальному замыслу трофей не имел никакого оборонного значения, но в XII — XV веках он был укреплён и заселён — дома пристраивались к опоясывавшей его стене. Памятник сохранялся в относительной целости до 1705 года, когда разразился конфликт между Францией и Савойей — врагами в Войне за испанское наследство. По приказу Людовика XIV все крепости в регионе подлежали разрушению, чтобы воспрепятствовать их использованию противником; Альпийский трофей не стал исключением. Его развалины долгое время использовались местными жителями в качестве каменоломни. В начале XX века памятник был частично отреставрирован; в восстановленном виде его высота составляет 35 м. Трофей входит в число исторических памятников Франции, рядом с ним расположен небольшой музей.